# スケルトン (怪物)

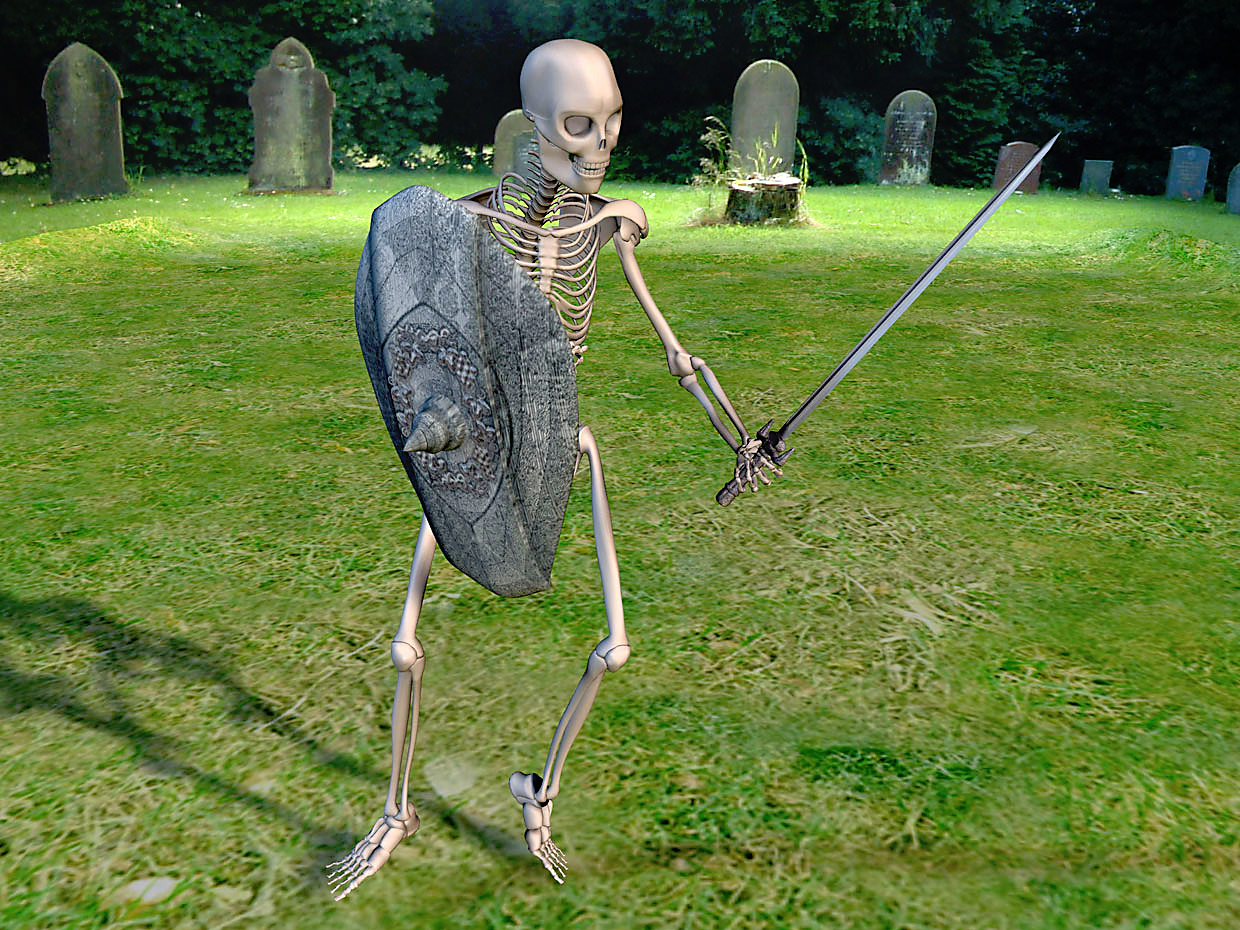
コンピューターグラフィックによるスケルトンのイメージ

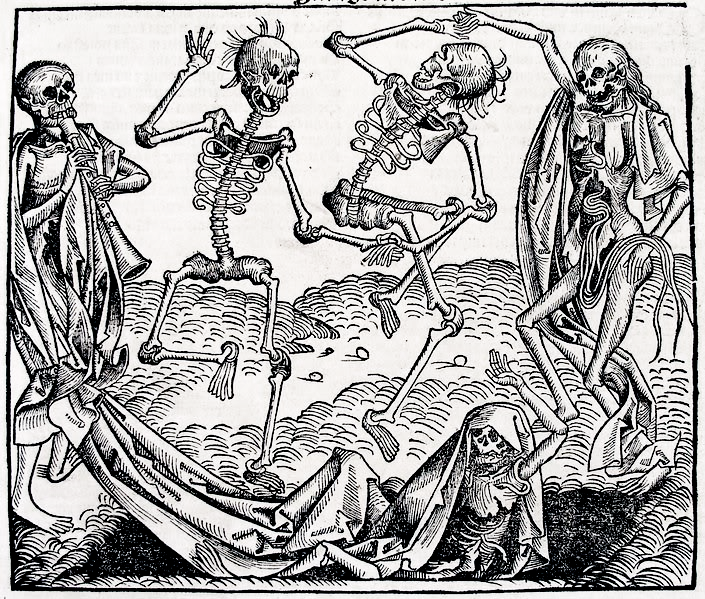
ミヒャエル・ヴォルゲムート　『死の舞踏』1493年、版画

スケルトン（Skeleton）は、中世ヨーロッパなど世界各地の伝承に登場する怪物の1つで、人間のように動く骸骨のこと。西洋の伝承の怪物の中でも、一度死んだ者が甦って動き回るものは「アンデッド」と呼ばれており、スケルトンもこのアンデッドの一種とされる。本来「スケルトン」(Skeleton)とは骨格や骸骨を指す言葉だが、本項ではアンデッドとしてのスケルトンについて記述する。

## 概要
スケルトンの起源ははっきりしないが、中世ヨーロッパの古戦場では亡霊の騎士が現れることがあり、戦場で騎士を倒して鎧を剥ぐと、その中が骸骨だったという話がある。この亡霊騎士は、白骨のウマに乗って現れるともいわれ、鎧を身につけずに骸骨の姿のままで現れるともいわれた。
動く骸骨に関連し、中世末期のヨーロッパで流行した美術の題材に「死の舞踏」がある。身分の高い者も低い者も骸骨に手を取られて一緒に踊るという図であり、死は人間の貴賤を問わずに平等に訪れることを意味している。フランスの民間伝承にも同様のものがあり、狩人が動物に追われ、領主の犠牲となった農民たちがともにグルグルと回り、これらがすべて白骨という話がある。
15世紀以降の大航海時代に入ると、幽霊船に乗っている白骨死体が動き出し、シミターやカットラスを手にして生者の船を襲うとも、生者の船に幽霊船を体当たりさせて沈めるともいわれた。船乗りの冒険者たちが全員病死してスケルトンとなり、船自体がスケルトンの操る幽霊船になったともいう。生者を襲う理由は、自分に血肉がないために生者を憎むとも、供養されずに死んだために生者を妬むともいわれた。
1958年のアメリカの特撮映画『シンバッド七回目の航海』、1963年のイギリス・アメリカの特撮映画『アルゴ探検隊の大冒険』では、特撮監督レイ・ハリーハウゼンの手がけた骸骨兵士が登場しており、これがスケルトンの存在を一般化したともみられている。これらは前述の「死の舞踏」や、ギリシア神話のスパルトイ（竜の牙から生まれる戦士）をもとに生み出されたものとされる。伝承上のスケルトンは、人々が古来から抱いている「死」の観念に、この映画での骸骨戦士のイメージが相俟って生まれたものとする説もある。
映画『アルゴ探検隊の大冒険』における骸骨兵士は魔法によって生み出されたものであり、物語や書籍におけるスケルトンは、骸骨に霊が憑依したり、映画同様に骸骨が魔法で操られる、または魔法使いが死者を自分の命令に従わせることを条件の上で甦らせるものなどとされている。
『ダンジョンズ&ドラゴンズ』をはじめとするテーブルトークRPGやコンピュータRPGのキャラクターとしても、仮初めの命を与えられた白骨死体としてしばしば使用されている。その多くが敵側での出演だが、『Mr.BONES』のように主人公としている作品も存在する。